# سانتياغو ريفيرا
سانتياغو ريفيرا (بالإسبانية: Santiago Rivera)‏ (6 فبراير 1992 في المكسيك - ) هو لاعب كرة قدم مكسيكي في مركز الهجوم، شارك في الألعاب الأولمبية الصيفية 1948. ولعب مع نادي مونتيري.

## وصلات خارجية
- سانتياغو ريفيرا على موقع قاعدة بيانات كرة القدم.إي يو (الإنجليزية)
- سانتياغو ريفيرا على موقع Soccerway.com (الإنجليزية)
- سانتياغو ريفيرا على موقع AS.com (الإسبانية)